# Kačuni
Kačuni är en ort i Bosnien och Hercegovina.   Den ligger i entiteten Federationen Bosnien och Hercegovina, i den centrala delen av landet, 40 km nordväst om huvudstaden Sarajevo. Kačuni ligger 442 meter över havet och antalet invånare är 5 042.
Terrängen runt Kačuni är huvudsakligen kuperad. Kačuni ligger nere i en dal.Runt Kačuni är det ganska tätbefolkat, med 93 invånare per kvadratkilometer.. Närmaste större samhälle är Zenica, 15,5 km norr om Kačuni.
Omgivningarna runt Kačuni är en mosaik av jordbruksmark och naturlig växtlighet.